# Hărmănești (gmina)
Hărmănești – gmina w Rumunii, w okręgu Jassy. Obejmuje miejscowości Boldești, Hărmăneștii Noi i Hărmăneștii Vechi. W 2011 roku liczyła 2183 mieszkańców.